# Altestove
Altestove  (ucraniano: Алтестове) es una localidad del Raión de Odesa en el Óblast de Odesa de Ucrania. Según el censo de 2021, tiene una población de 189 habitantes.